# Маршал Финляндии (фильм)
«Маршал Финляндии» (фин. Suomen marsalkka) — биографический фильм о личной жизни и любовных связях финского военачальника Густава Маннергейма. Совместное производство Финляндии, Эстонии и Кении.
Премьера фильма состоялась 28 сентября 2012 года в Хельсинки в рамках фестиваля «Любовь и анархия».

## Сюжет
Фильм повествует о личной жизни и любовных связях маршала Финляндии Густава Маннергейма. 

## В ролях
| Актёр                | Персонаж          |
| -------------------- | ----------------- |
| Тэлли Савалас Отиэно | Маршал Маннергейм |
| Беатрис Вангуй       | Анастасия Арапова |
| Рут Мейнджи          | Мария             |
| Джеки Вике           | Китти             |
| Карл Муниафу         | Молодой Густав    |
| Микани Нидзиру       | Крёстная мама     |
| Бетти Катунгу        | Подруга Китти     |
| Гитура Камау         | Священник         |
| Гилберт К. Лукалия   | Элиуд             |

## Производство и показ
Фильм подготовила международная съёмочная группа, а съёмки были осуществлены в Кении. 28 сентября 2012 года в рамках кинофестиваля Rakkautta & Anarkiaa, проводимого в Хельсинки, состоялась премьера фильма.

## Критика
Общественную дискуссию вызвал факт исполнения главной роли кенийским чернокожим актёром Тэлли Саваласом Отиэно.

## Награды
В 2014 году фильм представлен сразу в нескольких номинациях на присуждении премии кенийской телеакадемии Калаша.